# کوشچیوشکووو
کوشچیوشکووو (به لهستانی:  Kościuszkowo) یک روستا در لهستان است که در گمینا پنپووو واقع شده‌است.